# 戴維·荷西·施華·度·納斯克曼多
戴維·荷西·施華·度·納斯克曼多（Davi José Silva do Nascimento，1984年3月10日—）一般称作戴維，生于福塔雷薩，巴西职业足球运动员。

## 简介
曾在2011年短暂效力于中國足球超級联赛球队北京國安队，后由于附睾炎发作並未为北京国安上场比赛，北京国安便与戴維提前解约。
2011年7月，戴维回流日本J联赛踢球，当月甲府风林正式宣布戴维以租借方式加盟球队。